# ジュール・ロラン
ジュール・ロラン（Jules Laurens、 1825年7月27日 - 1901年5月5日）はフランスの画家である。パリの美術学校で学んだあと、地理学者、グザヴィエ・オメール・ド・エルとトルコからペルシャへの探検を行い、帰国後は、中東の風景を題材に描いた「オリエンタリズム」の画家の一人となった。

## 略歴
フランス南部のヴォクリューズ県のカルパントラに生まれた。兄に音楽家、画家のジャン＝ジョゼフ・ボナバンチュール・ロラン(Jean-Joseph Bonaventure Laurens: 1801-1890)がいる。ロランは12歳になった時、兄が活動していたモンペリエに移り、モンペリエの美術学校で、モンペリエ出身の画家、アレクサンドル・カバネルと共に学んだ。1842年から1846年の間はパリ国立高等美術学校で学び、ポール・ドラローシュの工房でも学んだ。1845年にローマ賞に挑戦するが受賞することはできなかった。
地理学者で探検家のグザヴィエ・オメール・ド・エル(Xavier Hommaire de Hell: 1812-1848)と知り合い、南西ヨーロッパやギリシャの調査に画家として帯同した後、1847年からオメール・ド・エルと2人だけで黒海を渡りトルコのトラブゾンから、ペルシャに入った。グザヴィエ・オメール・ド・エルが1848年8月末にエスファハーンで病死したため、探検調査は中断され、ロランはオメール・ド・エルの研究報告と、ペルシャなどの遺跡や人々の日常を描いた数百点のスケッチ、ペルシャのガージャール朝の美術品などを携えて帰国した。
1850年から1880年の間はパリで活動し、毎年パリなどの展覧会に出展し、書籍の挿絵も描き、オメール・ド・エルの未亡人が編集して出版されたオメール・ド・エルの探検記「 Voyage en Turquie et en Perse exécuté par ordre du gouvernement français pendant les années 1846, 1847 et 1848 par Xavier Hommaire de Hell」(Paris, 1856-59)の挿絵も描いた。
1880年にプロヴァンスに移り、兄の伝記を出版し有名な芸術家たちとの回想も出版した。

## 作品

タブリーズ(ペルシャ)のモスク
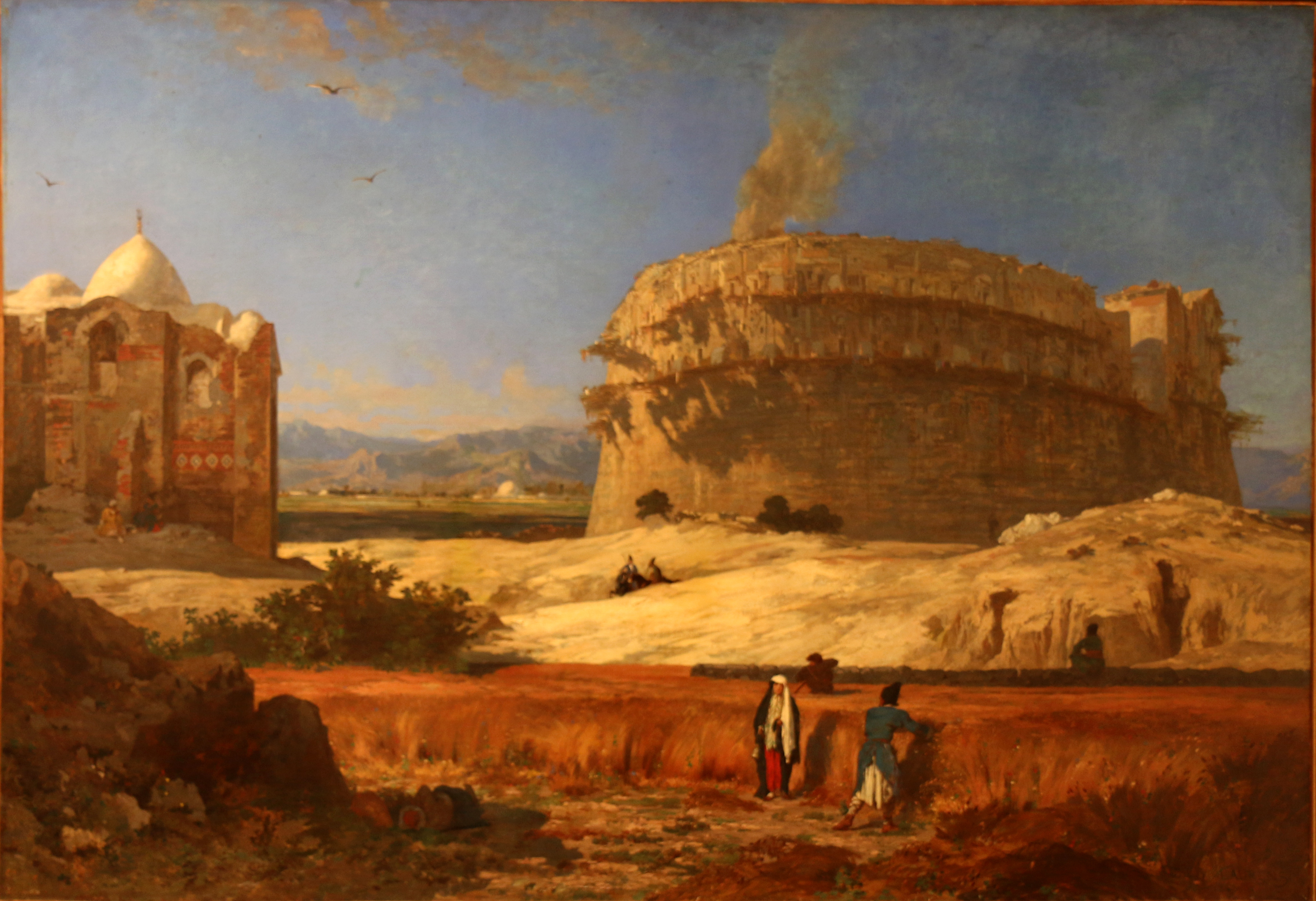
ペルシャの要塞化された村
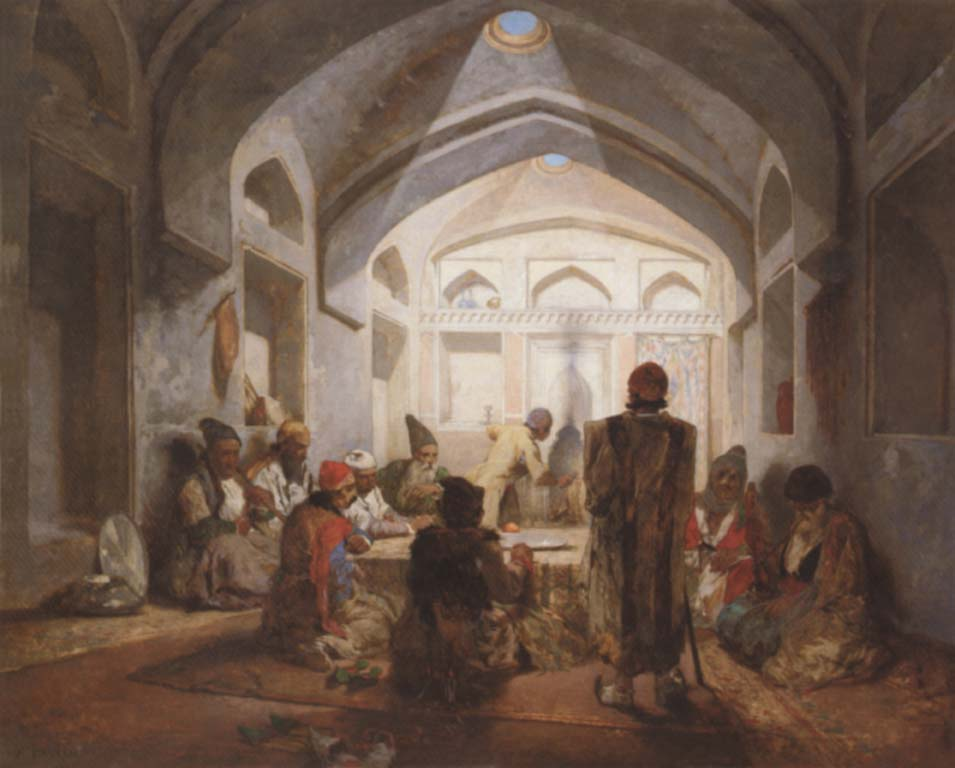
テヘランの集会所

トルコの岩山
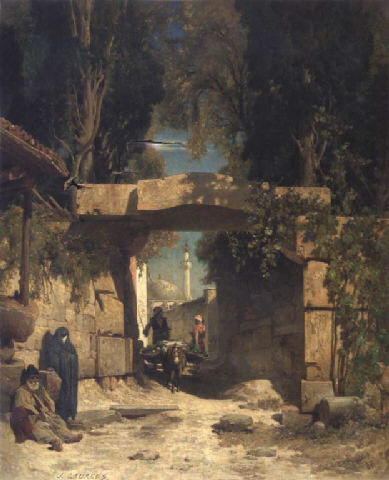
小アジアの都市の城門
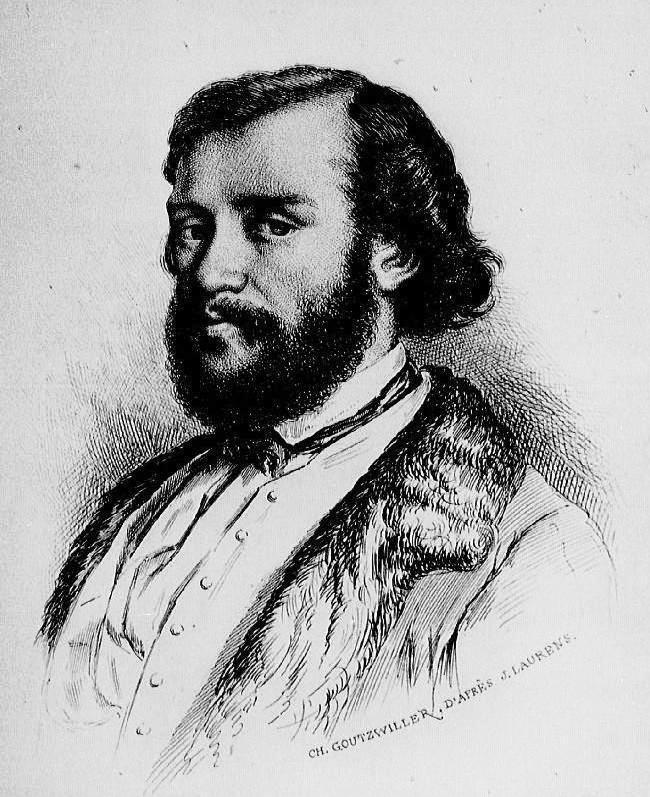
グザヴィエ・オメール・ド・エルの肖像画
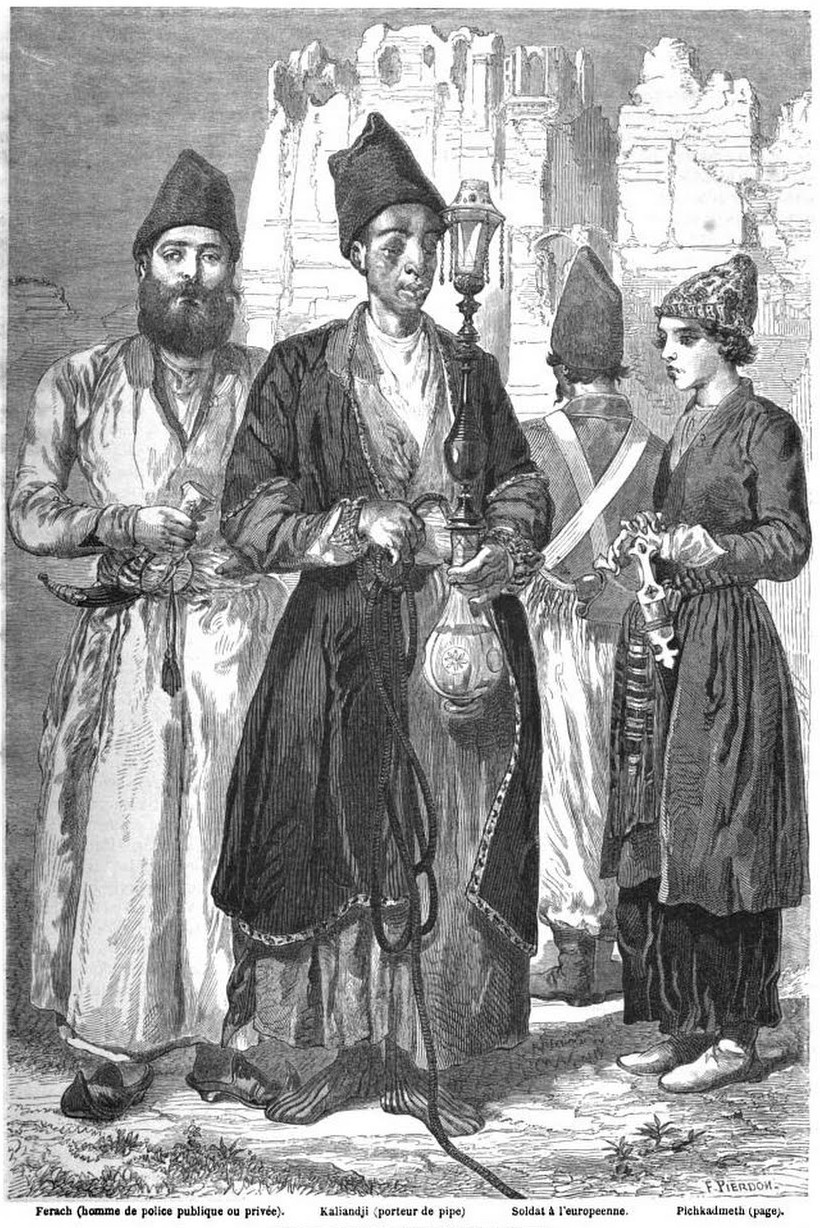
「ル・トゥール・デュ・モンド」の挿絵、ペルシャの人々